# 松吉晩
松吉晩（ソン ギルマン/しょう きつばん、朝鮮語: 송길만）は、朝鮮の氏族の和順松氏の始祖である。
松吉晩は、日本で孤児だったが、幼少時に釜山に住んでおり、母を探して1946年（松吉晩が18歳の時）に帰還船に乗って釜山に渡り、親の姓氏が分からないため、1959年の戸籍申告時に、日本で松吉と呼ばれていたので、松吉氏で届け出て、和順松氏の始祖となった。